# ماریا لوسیا لیما
ماریا لوسیا لیما (انگلیسی: Maria Lúcia Lima؛ زادهٔ ۱ آوریل ۱۹۶۴) بازیکن فوتبال اهل برزیل است.

وی همچنین در تیم ملی فوتبال زنان برزیل بازی کرده‌است.